# Korjukivka
Korjukivka (ukrainska: Корюківка lyssna (fil), ryska: Корюковка) är en stad i Tjernihiv oblast i norra Ukraina. Staden ligger cirka 73 kilometer nordost om Tjernihiv. Korjukivka beräknades ha 12 202 invånare i januari 2022.